# Rio Rufiji
O Rio Rufiji é um rio da África Oriental que flui inteiramente na Tanzânia.
O rio é formado pela confluência dos rios Kilombero e Luwegu com suas fontes no sudoeste da Tanzânia, desembocando no Oceano Índico perto da ilha de Mafia. Banha uma ampla bacia de 204.780 km² e seu delta abriga um manguezal de 500 km². Com uma vazão de 800 metros cúbicos por segundo, suas margens férteis são usadas para o plantio de arroz e milho.